# Anthony O'Regan
Pour les articles homonymes, voir O'Regan.
Anthony O'Regan, né le 27 juillet 1809 dans le comté de Mayo (Irlande) et mort le 13 novembre 1866 à Londres, est un prélat catholique irlandais. Il est le troisième évêque de Chicago aux États-Unis de 1854 à 1858.

## Biographie
Anthony O'Regan naît en 1809 à Lavalleyroe dans le comté de Mayo, dans l'ouest de l'île d'Irlande, alors rattachée au Royaume-Uni. Il étudie à St Patrick's College de Maynooth. Après son ordination sacerdotale le 29 novembre 1834, il est nommé professeur d'Écritures saintes, d'hébreu et de théologie dogmatique à St Jarlath's College (en) de Tuam par l'archevêque John MacHale (en). Il est ensuite président de cette institution de 1844 à 1849. En 1849, il accepte la proposition de l'archevêque Peter Richard Kenrick de devenir directeur du nouveau séminaire théologique de Carondelet en banlieue de Saint-Louis, dans l'État américain du Missouri.
Le 9 décembre 1853, O'Regan est nommé évêque de Chicago par le pape Pie IX. Il refuse d'abord cette nomination, craignant que son maigre parcours académique ne le rende inapte à cette fonction, mais il l'accepte ensuite après avoir reçu un mandat du Saint-Siège en juin 1854. Il est consacré le 25 juillet 1854 en la cathédrale de Saint-Louis par l'archevêque Kenrick en présence des évêques co-consécrateurs Jacques Van de Velde et John Henni. Après une période de grande fatigue nerveuse, O'Regan est solennellement installé à l'évêché de Chicago le 3 septembre suivant,. Il initie rapidement la construction d'une nouvelle résidence épiscopale, achevée en 1856 mais détruite par le Grand incendie de 1871.
Durant son épiscopat, O'Regan installe les jésuites et les rédemptoristes dans son diocèse, et acquiert des terrains pour de futures églises ainsi que le cimetière du Calvaire (en). Administrateur méthodique et adepte de la discipline, il suscite le mécontentement du clergé de son diocèse ; il est par ailleurs accusé de discrimination envers ses assemblées francophones,. Ébranlé par l'opposition envers son administration, O'Regan remet en 1857 sa démission, que le Saint-Siège accepte le 25 juin 1858. Il est alors nommé évêque titulaire de Dora (de).
O'Regan passe sa retraite à Londres, en Angleterre, où il se lie notamment d'amitié avec les archevêques de Westminster et cardinaux Nicholas Wiseman et Henry Edward Manning. Il meurt d'une maladie du foie à l'âge de 57 ans le 13 novembre 1866 dans la capitale britannique. Ses funérailles sont célébrées par l'archevêque MacHale en la cathédrale de Tuam, avant que sa dépouille ne soit inhumée à Cloonfad (en), dans le comté de Roscommon en Irlande.